# Robert Huff
Robert Peter Huff, detto Rob (Cambridge, 25 dicembre 1979), è un pilota automobilistico britannico, campione del mondo turismo nel 2012. Nel corso della sua carriera è stato pilota ufficiale Chevrolet, Lada, Honda, Volkswagen e Cupra. Attualmente milita nel TCR World Tour con la Comtoyou Racing.

## Carriera

### Inizi
Robert intraprese una lunga carriera da giovane nel karting. Frequentò la St. Faith's School e la Leys School di Cambridge dal 1993 al 1996. Vinse il campionato Formula Vauxhall nel 2000 e la classe B del campionato Ethyl MG del 2001 (dopo aver concluso 2º l'anno precedente). La Chartered Surveying di suo padre fu uno dei suoi sponsor principali.

### Campionato britannico turismo
Ad ogni modo, Huff entrò nel grande giro vincendo il campionato inaugurale SEAT Cupra Challenge nel 2003 a Thruxton, ottenendo un sedile pagato nel British Touring Car Championship (BTCC) per la stagione successiva insieme all'ex campione Jason Plato. Battagliò con lui in gara-2 a Thruxton, ma successivamente perse il paraurti anteriore e si dovette ritirare, cosa che si ripeté in gara-3. Huff partì 5º a Brands Hatch e si trovò al comando poco prima che uscisse la safety car. Fu al comando anche alla ripartenza, ma fu poi sorpassato da Matt Neal il giro successivo e rimase in quella posizione fino al termine della gara, ottenendo il primo podio in BTCC. Fu in pole position in gara-2 a Silverstone a causa della griglia invertita, ma Kelvin Burt, che scattò dalla seconda piazzola, conquistò subito il primo posto, mentre Robert fu vittima della Vauxhall di James Thompson che lo tamponò. Per una collisione con Michael Bentwood in gara-2 al Mondello Park fu squalificato e prese il via di gara-3 dal fondo dello schieramento. Huff alla fine arrivò a podio per la seconda volta in stagione in gara-3. Ottenne la sua prima vittoria in BTCC nel round 24 a Brands Hatch e ripeté questo successo due settimane dopo a Snetterton. Concluse il campionato al 7º posto assoluto.

### Campionato del mondo turismo

#### Chevrolet (2005-2012)
Il team BTCC della SEAT fu diretto da Ray Mallock nel 2004 e quando la sua azienda prese parte al progetto Chevrolet in WTCC mantennero Huff. Alla prima gara dell'anno, a Monza, concluse davanti ai più esperti compagni di team Alain Menu e Nicola Larini in gara-1. Entrò in collisione con la BMW di Antonio García nella sua gara di casa a Silverstone, costringendolo al ritiro. In quella che fu una stagione difficile con la nuova vettura, il miglior risultato di Huff del 2005 fu un 6º posto in Messico e con questo ottenne i primi punti per la Lacetti nel WTCC. Concluse la stagione 20º a pari merito con Stéphane Ortelli e con solo i tre punti segnati in Messico. Quell'anno fece anche un'apparizione nella Porsche Carrera Cup britannica, ma tamponò uno dei protagonisti del campionato, Tim Harvey, in gara-1.

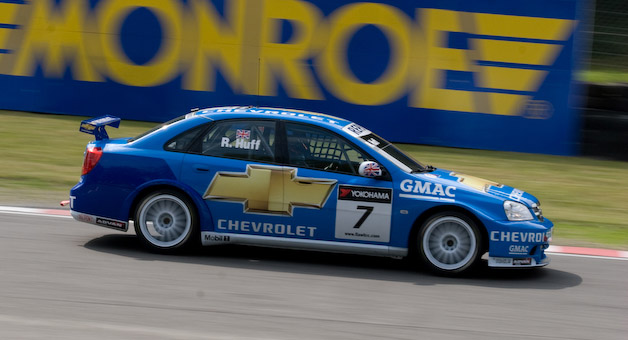
Huff alla guida della Chevrolet Lacetti WTCC a Brands Hatch nel 2008.

Nel 2006 finì 4º a Brands Hatch come miglior risultato della prima metà di stagione. Fu portato all'ospedale dopo un incidente in Messico, a Puebla. All'evento successivo, a Brno, Huff partì 24º dopo due penalità di 10 posizioni in griglia, ma lottò fino ad ottenere l'8º posto in gara-1, che significava pole position per gara-2, una leadership che non lasciò più sino al termine, ottenendo così la prima vittoria in WTCC sia per sé sia per la Chevrolet sull'asciutto Ad ogni modo, il resto della stagione fu avaro di risultati, concluse 16º assoluto.
Ci fu un miglioramento nelle prestazioni della Chevrolet nel 2007 e Huff conquistò un'altra vittoria nella Svezia, oltre a tre podi ulteriori, di cui uno ottenuto nella tripletta Chevrolet a Porto. Questi risultati lo collocarono al 9º posto finale, ma dietro ai compagni Larini e Menu. Il team ottenne la vittoria in ognuno dei circuiti nuovi introdotti nella stagione 2007
Aprì la stagione 2008 con 4 punti, ma vinse gara-1 e arrivò 2º in gara-2 a Valencia. Fu squalificato da gara-2 in Repubblica Ceca per un'irregolarità tecnica legata alla barra anti-rollio. A Brands Hatch fece la sua centesima partenza, qualificandosi 3º e prendendo il comando dopo un incidente al primo giro tra Menu e l'autore della pole position, Augusto Farfus. Dominò fino a tre giri dal termine, quando forò. Concluse la stagione 3º, dietro ai piloti SEAT, Yvan Muller e Gabriele Tarquini.

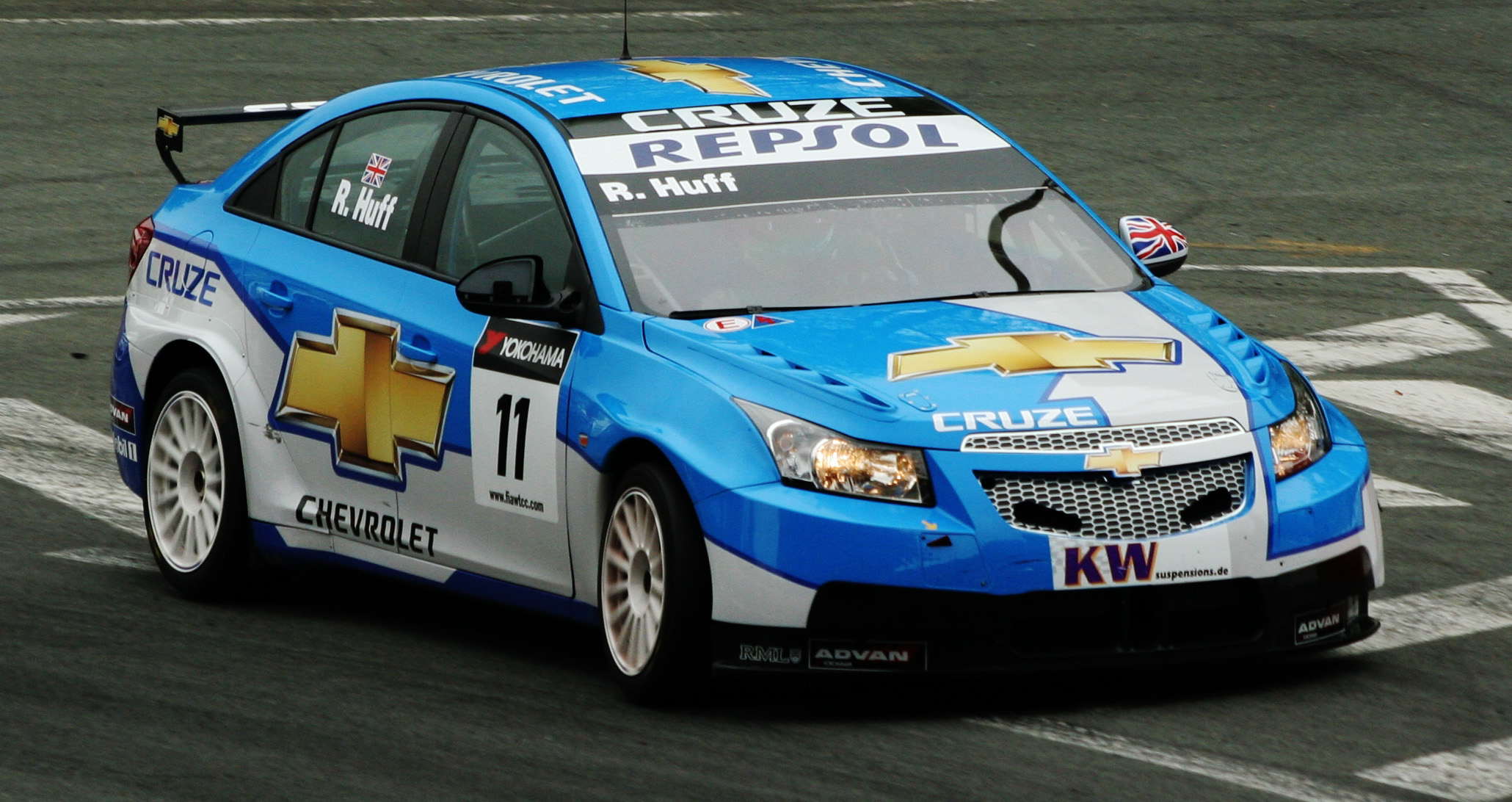
Huff al volante della Chevrolet Cruze WTCC a Pau nel 2009.

Nel 2009, la Chevrolet cambiò vettura, passando alla Cruze. Huff non fu autore di un grande inizio di stagione, non riuscendo a entrare in Q2 in Brasile e non facendo alcun punto. Non cambiò nulla fino al Marocco, quando le cose migliorarono; Huff ottenne la pole position e vinse la prima gara della stagione sua e della Chevrolet, ottenendo nel contempo i primi punti e la prima vittoria del nuovo modello Cruze. Si qualificò 5º in Francia, ma una buona partenza gli consentì di sorpassare l'autore della pole position Andy Priaulx e poi Farfus al giro 2, lanciandosi così verso la conquista della seconda vittoria della stagione. Huff si qualificò in prima fila nella sua gara di casa, in Gran Bretagna. Sorpassò Menu e stette al comando fino alla ripartenza dopo la safety car, ma fu ripassato da Menu, che lo privò della vittoria in casa e lo mise sotto la pressione della BMW di Priaulx. Huff partì 6º in Germania, ma fu relegato al 16º posto a causa di un cambio di motore che gli provocò la penalizzazione di dieci posizioni sulla griglia di partenza. Un incidente al primo giro eliminò lui, Jörg Müller, Jordi Gené e Farfus. Gené causò anche un incidente in gara-1 in Italia, entrando in contatto con Huff in frenata e, di conseguenza, il britannico tamponò la SEAT di Rickard Rydell. Huff riuscì a non subire gravi danni e riuscì a mantenersi tra i primi, giungendo 3º al traguardo. Segnò la pole position nell'ultima gara della stagione a Macao e dominò gara-1. Huff finì la stagione 5º in campionato, davanti ai compagni Alain Menu e Nicola Larini.
Nel 2010, concluse il campionato 3º dietro al nuovo compagno Yvan Muller e a Tarquini.
La Chevrolet Cruze fu la vettura dominante nel 2011 e vinse tutte le gare eccetto tre. I piloti Chevrolet battagliarono per il titolo tra loro, con Huff al comando del campionato a inizio stagione. Muller prese la prima posizione più avanti, facendo sua la battaglia all'ultima gara a Macao. Huff vinse entrambe le gare, ma non fu sufficiente per battere Muller, al suo secondo titolo in Chevrolet e terzo totale.

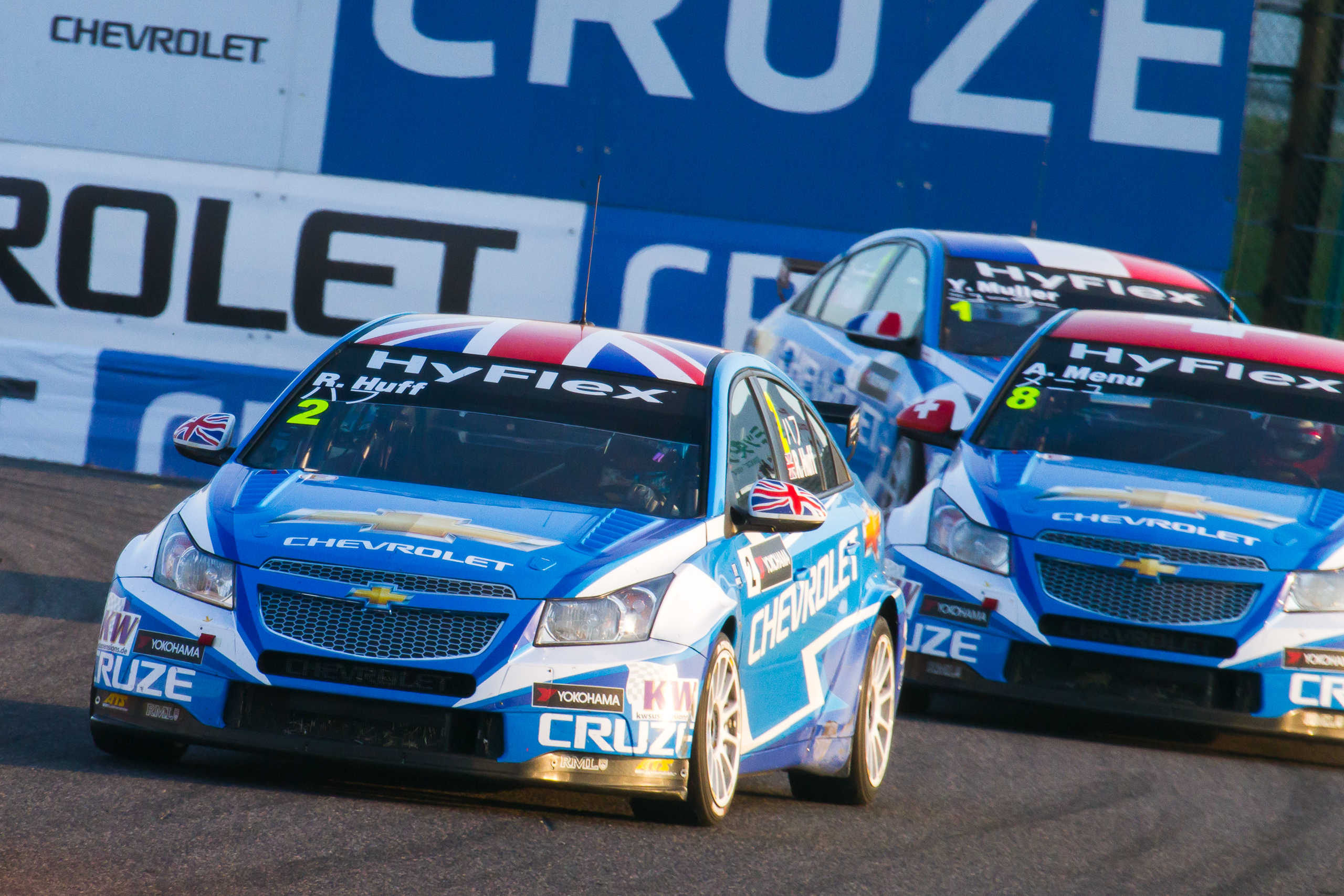
Huff davanti ai compagni Alain Menu and Yvan Muller in Giappone nel 2012.

Nel 2012, la Chevrolet annunciò che sarebbe stata la sua ultima stagione in WTCC. La Chevy Cruze "treno blu" con Huff, Yvan Muller e Alain Menu fu ancora una volta dominante, ottenendo 20 vittorie in 24 gare. Muller fece 9 vittorie e guidò il campionato per la maggior parte della stagione, Huff fu costante e concluse a punti per tutte le gare eccetto due. Finire dietro a Muller non sembrò abbastanza fino a quando Muller tolse a Menu la leadership in Cina, penultimo round del campionato, facendo andare lungo lo svizzero e permettendo ad Huff di sorpassare entrambi e vincere la gara. Menu perse una vittoria fondamentale e a Muller fu data una penalità dopo la gara che lo mandò fuori dalla zona punti, dando ad Huff un grande vantaggio. Menu fu furioso con Muller, dicendo: "Yvan ha rovinato il campionato di entrambi". Nell'ultimo round a Macao, Huff fu il chiaro favorito, con 37 punti di vantaggio su Menu e 42 su Muller dopo le qualifiche e la pole position. In gara-1, Huff perse la leadership a favore di Muller al giro 1, per poi risuperarlo al giro 4. Successivamente, però, dopo aver commesso un errore toccò le barriere due volte, il che lo forzò al ritiro con danni. Muller vinse la gara davanti a Menu, mantenendo vive entrambe le chance per la vittoria del campionato. La vettura di Huff fu riparata per gara-2, con l'aiuto dei meccanici di Muller e Menu alla Chevrolet. Robert scattò dall'8º posto e avrebbe dovuto finire almeno 5º per assicurarsi il campionato. Al giro 4, Yvan Muller toccò il posteriore della Chevrolet di Alex MacDowall all'uscita della Mandarin, la curva più veloce del calendario WTCC, il che fece sbattere MacDowall pesantemente contro il muro. Durante la corsa ci furono due periodi di safety car. Huff finì la gara 2º, dietro a Menu ma davanti a Muller, con la Chevrolet che concluse il suo impegno in WTCC con una tripletta. I punti del 2º posto furono più che sufficienti per permettere ad Huff di conquistare il suo primo titolo di Campione del Mondo WTCC, che fu anche il primo per un pilota britannico dal titolo vinto da Andy Priaulx nel 2007.

#### Münnich Motorsport (2013)
Nel febbraio 2013, dopo essere rimasto senza contratto in seguito al ritiro della Chevrolet dal WTCC, viene ingaggiato dalla ALL-INKL.COM Münnich Motorsport, scuderia debuttante nel WTCC con tre SEAT León WTCC. Per ingaggiare Huff la scuderia ha licenziato Markus Winkelhock,uno dei piloti precedentemente confermati. Al debutto con la nuova scuderia, nella gara di Monza non riesce a far segnare un tempo valido a causa di un incidente con la BMW 320 TC di Fredy Barth nei primi minuti della Q1, che gli è costato rottura della sospensione. Partito dal fondo, riesce a rimontare fino al sesto posto in gara-1. La sua vettura viene nuovamente riparata prima di gara-2, venendo costretto a partire dalla pit lane e terminando decimo. Dopo una serie di risultati non brillanti, dovuti principalmente alla necessità del pilota di adattarsi alla nuova vettura, ottiene la sua prima vittoria al quarto appuntamento della stagione, nella seconda gara d'Ungheria. Dopo tre podi nelle gare di Russia e Portogallo e nella prima gara di Macao, ottiene la sua seconda e ultima vittoria della stagione nella seconda gara di Macao, che gli vale il sorpasso su Tom Chilton e Michel Nykjær in classifica generale. Chiude la sua prima e unica stagione con la Münnich Motorsport al quarto posto in classifica generale, con 215 punti.

#### Lada (2014-2015)
Il 3 novembre 2013, a campionato non ancora finito, firma un contratto biennale con la Lada valido a partire dalla stagione 2014. Durante la presentazione ha dichiarato di aver scelto di lasciare la Münnich Motorsport per poter tornare a correre con una scuderia ufficiale. A causa della scarsa competitività della nuova vettura, una Lada Granta 1.6T il pilota britannico ottiene solo 13 punti nei primi sette weekend di gara (quattordicesima posizione provvisoria). Ottiene il suo primo podio (secondo posto) nella seconda gara d'Argentina e la sua prima vittoria nella gara di Pechino. L'unica altra vittoria arriva nella gara di Macao, che gli garantisce un record di sette vittorie sul circuito da Guia. Chiude la stagione al decimo posto con 93 punti, davanti comunque ai compagni di squadra James Thompson e Michail Kozlovskij. È stato inoltre il pilota non Citroën a vincere più gare.
Per la stagione 2015 la Lada ha preparato la nuova Vesta. L'auto non si è tuttavia rivelata competitiva fin da subito, tanto che il pilota britannico è costretto a ritirarsi ben cinque volte nei primi quattro weekend di gara. Ottiene il suo primo podio (secondo posto) nella seconda gara di Russia, grazie a una incredibile gara che lo vede partire settimo e conquistare ben 5 posizioni. Nonostante i miglioramenti della nuova Vesta, Huff riesce a ottenere solo un altro podio (terzo posto) nella seconda gara del Giappone, ancora una volta grazie ad una grande rimonta che lo vede partire dodicesimo e farsi strada fino al terzo posto. Si classifica ancora una volta decimo in classifica piloti, con 103. Causa principale della stagione deludente sono i numerosi ritiri (ben 10 su 24 gare disputate) che hanno compromesso la classifica finale del pilota; nelle gare in cui non si è ritirato, infatti, ha concluso fuori dalla zona punti solo una volta. È stato inoltre l'unico pilota Lada a disputare l'intera stagione, in quanto Thompson e Kozlovskij sono stati licenziati dopo la gara d'Ungheria per essere sostituiti da Nick Catsburg e Jaap van Lagen, a sua volta sostituito da Nicolas Lapierre dopo la gara del Portogallo.

#### Honda (2016-)
Il 13 gennaio 2016 firma un contratto con la Honda come pilota ufficiale nel WTCC, trovando come compagni di squadra Tiago Monteiro e Norbert Michelisz. Potendo finalmente contare su una vettura competitiva (la Civic) vince subito la gara di apertura della stagione, svoltasi al circuito Paul Ricard. Dopo un podio ottenuto nella gara di Slovacchia, vince la sua seconda gara della stagione al Nürburgring.

## Risultati

### SEAT Cupra Championship britannico
(legenda) (Le gare in grassetto indicano la pole position) (Gare in corsivo indicano Gpv - 1 punto addizionale)
| Anno | Vettura   | 1       | 2       | 3       | 4     | 5     | 6     | 7        | 8       | 9     | 10        | Pos. | Punti |
| ---- | --------- | ------- | ------- | ------- | ----- | ----- | ----- | -------- | ------- | ----- | --------- | ---- | ----- |
| 2003 | SEAT León | CRO 1 4 | CRO 2 1 | SIL 1 2 | SIL 2 | OUL 1 | OUL 2 | ROC 1 NC | ROC 2 3 | THR 1 | THR 2 Rit | 1º   | 122   |

### Campionato britannico turismo
(legenda) (Le gare in grassetto indicano la pole position - 1 punto addizionale) (Gare in corsivo indicano Gpv - 1 punto addizionale) (* significa che il pilota ha condotto la gara per almeno un giro - 1 punto addizionale)
| Anno | Scuderia           | Vettura           | 1       | 2         | 3         | 4        | 5        | 6       | 7        | 8        | 9     | 10      | 11        | 12        | 13      | 14       | 15        | 16      | 17    | 18       | 19        | 20      | 21      | 22      | 23      | 24       | 25       | 26      | 27       | 28       | 29       | 30      | Pos. | Punti |
| ---- | ------------------ | ----------------- | ------- | --------- | --------- | -------- | -------- | ------- | -------- | -------- | ----- | ------- | --------- | --------- | ------- | -------- | --------- | ------- | ----- | -------- | --------- | ------- | ------- | ------- | ------- | -------- | -------- | ------- | -------- | -------- | -------- | ------- | ---- | ----- |
| 2004 | SEAT Sport UK      | SEAT Toledo Cupra | THR 1 6 | THR 2 Rit | THR 3 Rit | BRH 1 2* | BRH 2 11 | BRH 3 4 | SIL 1 10 | SIL 2 7* | SIL 3 | OUL 1 7 | OUL 2 Rit | OUL 3 Rit | MON 1 8 | MON 2 SQ | MON 3 Rit | CRO 1 5 | CRO 2 | CRO 3 2* | KNO 1 Rit | KNO 2 6 | KNO 3 5 | BRH 1 7 | BRH 2 3 | BRH 3 1* | SNE 1 12 | SNE 2 8 | SNE 3 1* | DON 1 10 | DON 2 11 | DON 3 5 | 7º   | 148   |
| 2017 | Power Maxed Racing | Vauxhall Astra    | BHI 1   | BHI 2     | BHI 3     | DON 1    | DON 2    | DON 3   | THR 1    | THR 2    | THR 3 | OUL 1   | OUL 2     | OUL 3     | CRO 1   | CRO 2    | CRO 3     | SNE 1   | SNE 2 | SNE 3    | KNO 1     | KNO 2   | KNO 3   | ROC 1   | ROC 2   | ROC 3    | SIL 1 16 | SIL 2 8 | SIL 3 2  | BHGP 1   | BHGP 2   | BHGP 3  | 25º  | 26    |

### Campionato del mondo turismo
(legenda) (Le gare in grassetto indicano la pole position) (Gare in corsivo indicano Gpv - 1 punto addizionale)
| Anno | Scuderia                             | Vettura               | 1         | 2         | 3         | 4         | 5         | 6         | 7         | 8         | 9        | 10        | 11        | 12        | 13        | 14        | 15        | 16        | 17        | 18        | 19        | 20        | 21       | 22        | 23        | 24        | Pos. | Punti |
| ---- | ------------------------------------ | --------------------- | --------- | --------- | --------- | --------- | --------- | --------- | --------- | --------- | -------- | --------- | --------- | --------- | --------- | --------- | --------- | --------- | --------- | --------- | --------- | --------- | -------- | --------- | --------- | --------- | ---- | ----- |
| 2005 | Chevrolet                            | Chevrolet Lacetti     | ITA 1 20  | ITA 2 Rit | FRA 1 19  | FRA 2 16  | GBR 1 16  | GBR 2 Rit | RSM 1 20  | RSM 2 Rit | MES 1 6  | MES 2 Rit | BEL 1 NC  | BEL 2 11  | GER 1 23  | GER 2 16  | TUR 1 16  | TUR 2 13  | SPA 1 Rit | SPA 2 NP  | MAC 1 Rit | MAC 2 Rit |          |           |           |           | 21º  | 3     |
| 2006 | Chevrolet                            | Chevrolet Lacetti     | ITA 1 19  | ITA 2 12  | FRA 1 9   | FRA 2 9   | GBR 1 4   | GBR 2 Rit | GER 1 12  | GER 2 9   | BRA 1 18 | BRA 2 8   | MES 1 Rit | MES 2 NP  | CEC 1 8   | CEC 2 1   | TUR 1 15  | TUR 2 6   | SPA 1 Rit | SPA 2 15  | MAC 1 9   | MAC 2 Rit |          |           |           |           | 16º  | 20    |
| 2007 | Chevrolet                            | Chevrolet Lacetti     | BRA 1 5   | BRA 2 Rit | OLA 1 Rit | OLA 2 13  | SPA 1 Rit | SPA 2 13  | FRA 1 4   | FRA 2 4   | CEC 1 20 | CEC 2 NC  | POR 1 2   | POR 2 11  | SVE 1     | SVE 2 11  | GER 1 11  | GER 2 6   | GBR 1 6   | GBR 2 3   | ITA 1 8   | ITA 2 4   | MAC 1 3  | MAC 2 Rit |           |           | 9º   | 57    |
| 2008 | Chevrolet                            | Chevrolet Lacetti     | BRA 1 Rit | BRA 2 Rit | MES 1 9   | MES 2 9   | SPA 1     | SPA 2     | FRA 1 4   | FRA 2 5   | CEC 1 9  | CEC 2 SQ  | POR 1 4   | POR 2 5   | GBR 1 21  | GBR 2 10  | GER 1 2   | GER 2 3   | EUR 1 4   | EUR 2 3   | ITA 1 6   | ITA 2 26† | GIA 1 4  | GIA 2 5   | MAC 1 5   | MAC 2 1   | 3º   | 87    |
| 2009 | Chevrolet                            | Chevrolet Cruze LT    | BRA 1 Rit | BRA 2 13  | MES 1 NC  | MES 2 14  | MAR 1     | MAR 2 3   | FRA 1     | FRA 2 3   | SPA 1 22 | SPA 2 22  | CEC 1 Rit | CEC 2 12  | POR 1 2   | POR 2 6   | GBR 1 2   | GBR 2 6   | GER 1 Rit | GER 1 9   | ITA 1 3   | ITA 2 17  | GIA 1 3  | GIA 2 6   | MAC 1     | MAC 2 8   | 5º   | 80    |
| 2010 | Chevrolet                            | Chevrolet Cruze LT    | BRA 1 2   | BRA 1 5   | MAR 1 2   | MAR 2 Rit | ITA 1 3   | ITA 2 3   | BEL 1 5   | BEL 1 2   | POR 1 18 | POR 1 15  | GBR 1 2   | GBR 2 6   | CEC 1     | CEC 2 4   | GER 1 18† | GER 2 7   | SPA 1 3   | SPA 2 6   | GIA 1     | GIA 2 3   | MAC 1    | MAC 2 3   |           |           | 3º   | 276   |
| 2011 | Chevrolet                            | Chevrolet Cruze 1.6T  | BRA 1     | BRA 2 4   | BEL 1     | BEL 2 6   | ITA 1     | ITA 2 1   | UNG 1 4   | UNG 2     | CEC 1    | CEC 2 4   | POR 1 3   | POR 2 1   | GBR 1 2   | GBR 2     | GER 1 2   | GER 2 6   | SPA 2 5   | SPA 2     | GIA 1 2   | GIA 2 3   | CIN 1 3  | CIN 2 3   | MAC 1     | MAC 2 1   | 2º   | 430   |
| 2012 | Chevrolet                            | Chevrolet Cruze 1.6T  | ITA 1 2   | ITA 2 3   | SPA 1 4   | SPA 2 6   | MAR 1 2   | MAR 2     | SLO 1 17† | SLO 2 1   | UNG 1 2  | UNG 2 7   | AUS 1     | AUS 2     | POR 1 3   | POR 2 4   | BRA 1 3   | BRA 2 1   | USA 1 2   | USA 2 1   | GIA 1 3   | GIA 2 4   | CIN 1 2  | CIN 2 1   | MAC 1 Rit | MAC 2     | 1º   | 413   |
| 2013 | ALL-INKL.COM Münnich Motorsport      | SEAT León WTCC        | ITA 1 6   | ITA 2 10  | MAR 1 5   | MAR 2 Rit | SLO 1 17  | SLO 2 4   | UNG 1 4   | UNG 2 1   | AUS 1 8  | AUS 2 9   | RUS 1 4   | RUS 2 3   | POR 1 5   | POR 2     | ARG 1 8   | ARG 2 Rit | USA 1 8   | USA 2 20† | GIA 1 7   | GIA 2 8   | CIN 1 6  | CIN 2 4   | MAC 1 3   | MAC 2 1   | 4º   | 215   |
| 2014 | Lada Sport Lukoil                    | Lada Granta 1.6T      | MAR 1 Rit | MAR 2 Rit | FRA 1 5   | FRA 2 11  | UNG 1 11  | UNG 2 12  | SLO 1 9   | SLO 2 C   | AUT 1 12 | AUT 2 Rit | RUS 1 10  | RUS 2 Rit | BEL 1 16  | BEL 2 13  | ARG 1 7   | ARG 2     | PEC 1 8   | PEC 2 1   | SHA 1 15† | SHA 2 Rit | GIA 1 12 | GIA 2 11  | MAC 1 9   | MAC 2 1   | 10º  | 93    |
| 2015 | Lada Sport Rosneft                   | Lada Vesta WTCC       | ARG 1 Rit | ARG 2 Rit | MAR 1 10  | MAR 2 Rit | UNG 1 9   | UNG 2 Rit | GER 1 Rit | GER 2 7   | RUS 1 4  | RUS 2     | SLO 1 4   | SLO 2 Rit | FRA 1 Rit | FRA 2 NP  | POR 1 10  | POR 2 9   | GIA 1 8   | GIA 2 3   | CIN 1 Rit | CIN 2 5   | THA 1 6  | THA 2 6   | QAT 1 12  | QAT 2 Rit | 10º  | 103   |
| 2016 | Castrol Honda World Touring Car Team | Honda Civic WTCC      | FRA 1     | FRA 2 6   | SVC 1 3   | SVC 2 14  | UNG 1 10  | UNG 2 6   | MAR 1 SQ  | MAR 2 SQ  | GER 1 4  | GER 2 4   | RUS 1 7   | RUS 2 4   | POR 1 6   | POR 2 4   | ARG 1 2   | ARG 2 3   | GPN 1 2   | GPN 2 9   | CIN 1 9   | CIN 2 13  | QAT 1 3  | QAT 2 8   |           |           | 6º   | 199   |
| 2017 | ALL-INKL.COM Münnich Motorsport      | Citroën C-Elysée WTCC | MAR 1 Rit | MAR 2 9   | ITA 1 2   | ITA 2 3   | UNG 1 3   | UNG 2 10  | GER 1 3   | GER 2 3   | POR 1 6  | POR 2 5   | ARG 1 7   | ARG 2 9   | CIN 1 Rit | CIN 2 12† | GPN 1 8   | GPN 2 11  | MAC 1 7   | MAC 2 1   | QAT 1 7   | QAT 2     |          |           |           |           | 7º   | 215   |

† — Non ha finito la gara, ma è stato classificato per aver coperto più del 90% della distanza.
* — Stagione in corso.

### Coppa del mondo turismo
| Anno | Scuderia              | Vettura                    | 1         | 2         | 3        | 4        | 5         | 6       | 7         | 8         | 9         | 10        | 11       | 12       | 13        | 14        | 15        | 16       | 17        | 18       | 19       | 20      | 21        | 22       | 23       | 24        | 25        | 26       | 27      | 28       | 29        | 30      | Pos. | Punti |
| ---- | --------------------- | -------------------------- | --------- | --------- | -------- | -------- | --------- | ------- | --------- | --------- | --------- | --------- | -------- | -------- | --------- | --------- | --------- | -------- | --------- | -------- | -------- | ------- | --------- | -------- | -------- | --------- | --------- | -------- | ------- | -------- | --------- | ------- | ---- | ----- |
| 2018 | Sébastien Loeb Racing | Volkswagen Golf GTI TCR    | MAR 1 3   | MAR 2 18† | MAR 3 7  | UNG 1 5  | UNG 2 1   | UNG 3 8 | GER 1 3   | GER 2 Rit | GER 3 Rit | OLA 1 3   | OLA 2 8  | OLA 3 2  | POR 1 Rit | POR 2 NP  | POR 3 NP  | SVC 1 19 | SVC 2 Rit | SVC 3 13 | NIN 1 6  | NIN 2 5 | NIN 3 6   | WUH 1 14 | WUH 2 10 | WUH 3 Rit | GPN 1 23† | GPN 2 1  | GPN 3 6 | MAC 1 3  | MAC 2 24† | MAC 3 2 | 8º   | 242   |
| 2019 | SLR VW Motorsport     | Volkswagen Golf GTI TCR    | MAR 1 12  | MAR 2 22  | MAR 3 15 | UNG 1 14 | UNG 2 7   | UNG 3 7 | SVC 1 13  | SVC 2 5   | SVC 3 13  | OLA 1 Rit | OLA 2 11 | OLA 3 10 | GER 1 4   | GER 2 Rit | GER 3 NP  | POR 1 4  | POR 2 7   | POR 3 6  | CIN 1 10 | CIN 2 7 | CIN 3 Rit | GPN 1 10 | GPN 2    | GPN 3 8   | MAC 1 4   | MAC 2 14 | MAC 3 2 | MAL 1 23 | MAL 2 9   | MAL 3 9 | 11º  | 211   |
| 2021 | Zengő Motorsport      | CUPRA Leon Competición TCR | GER 1 Rit | GER 2 Rit | POR 1 9  | POR 2 10 | SPA 1 Rit | SPA 2 9 | UNG 1 Rit | UNG 2 18  | CEC 1 8   | CEC 2 Rit | FRA 1 NC | FRA 2 15 | ITA 1 13  | ITA 2 9   | RUS 1 Rit | RUS 2 1  |           |          |          |         |           |          |          |           |           |          |         |          |           |         | 18º  | 73    |
| 2022 | Zengő Motorsport      | CUPRA Leon Competición TCR | FRA 1 12  | FRA 2 8   | GER 1 C  | GER 2 C  | UNG 1 6   | UNG 2   | SPA 1 2   | SPA 2     | POR 1 6   | POR 2 1   | ITA 1 8  | ITA 2 6  | ALS 1 5   | ALS 2 1   | BHR 1     | BHR 2    | SAU 1 9   | SAU 2 5  |          |         |           |          |          |           |           |          |         |          |           |         | 6°   | 210   |

### STCC TCR Scandinavia Touring Car Championship
(legenda) (Le gare in grassetto indicano la pole position) (Gare in corsivo indicano Gpv - 1 punto addizionale)
| Anno | Scuderia            | Vettura                 | 1       | 2     | 3     | 4       | 5       | 6       | 7       | 8     | 9       | 10    | 11    | 12      | Pos. | Punti |
| ---- | ------------------- | ----------------------- | ------- | ----- | ----- | ------- | ------- | ------- | ------- | ----- | ------- | ----- | ----- | ------- | ---- | ----- |
| 2020 | Lestrup Racing Team | Volkswagen Golf GTI TCR | GEL 1 4 | GEL 2 | GEL 3 | DRI 1 2 | DRI 2 3 | DRI 3 8 | MAN 1 2 | MAN 2 | MAN 3 4 | KNU 1 | KNU 2 | KNU 3 1 | 1º   | 209   |

† — Non ha finito la gara, ma è stato classificato per aver coperto più del 90% della distanza.
* — Stagione in corso.

### TCR World Tour
| Anno | Scuderia                 | Vettura             | 1       | 2       | 3       | 4        | 5       | 6       | 7       | 8     | 9       | 10      | 11      | 12      | 13      | 14    | 15      | 16      | 17      | 18    | 19      | 20       | Pos. | Punti |
| ---- | ------------------------ | ------------------- | ------- | ------- | ------- | -------- | ------- | ------- | ------- | ----- | ------- | ------- | ------- | ------- | ------- | ----- | ------- | ------- | ------- | ----- | ------- | -------- | ---- | ----- |
| 2023 | Audi Sport Team Comtoyou | Audi RS3 LMS TCR II | ALG 1 3 | ALG 2 6 | SPA 1 5 | SPA 2 10 | VAL 1 4 | VAL 2 1 | HUN 1 9 | HUN 2 | ELP 1 7 | ELP 2 4 | VIL 1 3 | VIL 2 3 | SYD 1 4 | SYD 2 | SYD 3 1 | BAT 1 6 | BAT 2 4 | BAT 3 | MAC 1 3 | MAC 2 12 | 3°   | 414   |

### Porsche Carrera Cup britannica
(legenda) (Le gare in grassetto indicano la pole position - 1 punto addizionale) (Gare in corsivo indicano Gpv - 1 punto addizionale)
| Anno | Scuderia           | Vettura         | 1     | 2     | 3     | 4     | 5     | 6     | 7     | 8     | 9     | 10    | 11    | 12    | 13        | 14      | 15    | 16    | 17    | 18    | 19    | 20    | Pos. | Punti |
| ---- | ------------------ | --------------- | ----- | ----- | ----- | ----- | ----- | ----- | ----- | ----- | ----- | ----- | ----- | ----- | --------- | ------- | ----- | ----- | ----- | ----- | ----- | ----- | ---- | ----- |
| 2006 | Porsche Motorsport | Porsche 911 GT3 | BRH 1 | BRH 2 | MON 1 | MON 2 | OUL 1 | OUL 2 | THR 1 | THR 2 | CRO 1 | CRO 2 | DON 1 | DON 2 | SNE 1 Rit | SNE 2 7 | KNO 1 | KNO 2 | BRH 1 | BRH 2 | SIL 1 | SIL 2 | NC†  | 0†    |

† Pilota ospite

### Ginetta G50 Cup
(legenda) (Le gare in grassetto indicano la pole position) (Gare in corsivo indicano Gpv - 1 punto addizionale)
| Anno | Scuderia | Vettura     | 1     | 2       | 3       | 4     | 5     | 6     | 7     | 8     | 9     | 10    | 11    | 12    | 13    | 14    | 15    | 16    | 17    | 18    | 19    | 20    | 21    | 22    | 23    | 24    | 25    | 26    | 27    | 28    | Pos. | Punti |
| ---- | -------- | ----------- | ----- | ------- | ------- | ----- | ----- | ----- | ----- | ----- | ----- | ----- | ----- | ----- | ----- | ----- | ----- | ----- | ----- | ----- | ----- | ----- | ----- | ----- | ----- | ----- | ----- | ----- | ----- | ----- | ---- | ----- |
| 2010 | Dynojet  | Ginetta G50 | THR 1 | THR 2 1 | THR 3 1 | ROC 1 | ROC 2 | ROC 3 | BRH 1 | BRH 2 | BRH 3 | OUL 1 | OUL 2 | CRO 1 | CRO 2 | CRO 3 | SNE 1 | SNE 2 | SNE 3 | SIL 1 | SIL 2 | KNO 1 | KNO 2 | KNO 3 | DON 1 | DON 2 | DON 3 | BRH 1 | BRH 2 | BRH 3 | NC†  | 0†    |

† Pilota ospite

### TCR International Series
(legenda) (Le gare in grassetto indicano la pole position) (Gare in corsivo indicano Gpv - 1 punto addizionale)
| Anno | Scuderia                | Vettura                 | 1     | 2     | 3     | 4     | 5       | 6     | 7     | 8     | 9         | 10       | 11        | 12       | 13      | 14        | 15      | 16      | 17      | 18      | 19    | 20    | 21    | 22        | Pos. | Punti |
| ---- | ----------------------- | ----------------------- | ----- | ----- | ----- | ----- | ------- | ----- | ----- | ----- | --------- | -------- | --------- | -------- | ------- | --------- | ------- | ------- | ------- | ------- | ----- | ----- | ----- | --------- | ---- | ----- |
| 2015 | WestCoast Racing        | Honda Civic TCR         | MAL 1 | MAL 2 | CIN 1 | CIN 2 | SPA 1   | SPA 2 | POR 1 | POR 2 | ITA 1     | ITA 2    | AUT 1     | AUT 2    | RUS 1   | RUS 2     | RBR 1   | RBR 2   | SIN 1   | SIN 2   | THA 1 | THA 2 | MAC 1 | MAC 2 Rit | 14º  | 30    |
| 2017 | Leopard Racing Team WRT | Volkswagen Golf GTI TCR | GEO 1 | GEO 2 | BHR 1 | BHR 2 | BEL 1 6 | BEL 2 | ITA 1 | ITA 2 | AUT 1 Rit | AUT 2 NP | UNG 1 Rit | UNG 2 11 | GER 1 3 | GER 2 Rit | THA 1 5 | THA 2 8 | CIN 1 3 | CIN 2 1 | EAU 1 | EAU 2 |       |           | 9º   | 106   |

### Campionato cinese turismo
(legenda) (Le gare in grassetto indicano la pole position) (Gare in corsivo indicano Gpv - 1 punto addizionale)
| Anno | Scuderia                            | Vettura                | 1     | 2       | 3     | 4       | 5     | 6     | 7     | 8     | 9     | 10      | 11       | 12        | 13      | 14      | 15       | 16      | Pos. | Punti |
| ---- | ----------------------------------- | ---------------------- | ----- | ------- | ----- | ------- | ----- | ----- | ----- | ----- | ----- | ------- | -------- | --------- | ------- | ------- | -------- | ------- | ---- | ----- |
| 2016 | Baicmotor Racing Team               | Senova D60             | NAN 1 | NAN 2   | ZHU 1 | ZHU 2   | SIC 1 | SIC 2 | COR 1 | COR 2 | GUA 1 | GUA 2   | SIC 3 16 | SIC 4 Rit | GUI 1   | GUI 2 3 | STC 1    | STC 2   | 16º  | 34    |
| 2017 | Shanghai Volkswagen 333 Racing Team | Volkswagen Lamando GTS | ZHU 1 | ZHU 2   | GUA 1 | GUA 2   | GUI 1 | GUI 2 | STC 1 | STC 2 | SIC 1 | SIC 2 5 | NIN 1    | NIN 2 3   | WUH 1   | WUH 2   | SIC 3    | SIC 4   | 5º   | 116   |
| 2018 | Shanghai Volkswagen 333 Racing Team | Volkswagen Lamando GTS | SIC 1 | SIC 2 1 | ZHU 1 | ZHU 2   | GUA 1 | GUA 2 | STC 1 | STC 2 | NIN 1 | NIN 2   | WUH 1    | WUH 2     | STC 3   | STC 4   | SIC 3 15 | SIC 4 6 | 14º  | 49    |
| 2019 | Shanghai Volkswagen 333 Racing Team | Volkswagen Lamando GTS | GUA 1 | GUA 2   | SIC 1 | SIC 2 3 | STC 1 | STC 2 | ZHE 1 | ZHE 2 | NIN 1 | NIN 2   | ZHZ 1    | ZHZ 2     | SIC 3 2 | SIC 4 1 | WUH 1    | WUH 2   | 11º  | 80    |